# La Serra d'en Galceran
La Serra d'en Galceran és un municipi del País Valencià situat a la comarca de la Plana Alta. Limita amb la Serratella, les Coves de Vinromà, Vilanova d'Alcolea, Benlloc, la Vall d'Alba, Culla, Albocàsser i les Useres. La seva economia està basada tradicionalment en l'agricultura de secà, amb predomini del cultiu de l'ametller, i en la ramaderia de llana i porcina.

## Geografia
És al nord del Pla de l'Arc, en el sector nord-oest de la comarca en un altiplà de la serra del seu mateix nom, que constituïx un autèntic mirador de la Plana, podem albirar la major part de les poblacions de la comarca i, fins i tot, les illes Columbretes en dies nets. La població està molt dispersa entre les diferents masies. El clima és mediterrani amb hiverns freds.

### Nuclis de població
- La Serra d'en Galceran
- El Brusalet
- Les Deveses
- Els Ivarsos
- La Marina
- Els Rossildos[1][2]
- Collet
- Els Bancals
- Putxols de Dalt[3]

## Història
Les primeres dades documentals són de l'any 1213 i 1238, quan el rei Jaume I va donar estes terres a Pere Valimanya. Amb el nom de serra de Valimanya apareix la carta pobla de l'any 1374, fins a la compra de les terres pels Galceran, llinatge que dona nom al municipi. Posteriorment, el senyoriu va passar a les mans de Nicolau de Casalduch, anomenat pels seus descenders «l'antic» o «el vinculador». Va ser eixe noble qui li va concedir la carta de poblament el 6 de desembre de 1512, amb jurisdicció civil i criminal. La serra d'en Galceran té orígens més primitius, com ara les restes ibèriques del Castellar i algunes pintures rupestres d'art llevantí, declarades Patrimoni de la Humanitat per la UNESCO. Durant el domini musulmà, es va situar un castell en la part muntanyosa que domina l'actual municipi i al seu al voltant un petit poble agrícola o alqueria.

## Demografia
| 1990  | 1992  | 1994  | 1996  | 1998  | 2000  | 2002  | 2004  | 2005  | 2006  |
| ----- | ----- | ----- | ----- | ----- | ----- | ----- | ----- | ----- | ----- |
| 1.177 | 1.144 | 1.133 | 1.090 | 1.084 | 1.098 | 1.075 | 1.073 | 1.079 | 1.069 |

## Alcaldia
Des de 2019 l'alcalde de la Serra d'en Galceran és Joan Carles Mateu Castell del Partit Popular (PP).
| Període                       | Alcalde o alcaldessa      | Partit polític | Data de possessió | Observacions |
| ----------------------------- | ------------------------- | -------------- | ----------------- | ------------ |
| 1979–1983                     | Juan Agut Sabater         | UCD            | 19/04/1979        | --           |
| 1983–1987                     | José Mateu Gil            | CISE           | 28/05/1983        | --           |
| 1987–1991                     | José Mateu Gil            | PSPV-PSOE      | 30/06/1987        | --           |
| 1991–1995                     | José Mateu Gil            | PSPV-PSOE      | 15/06/1991        | --           |
| 1995–1999                     | José Mateu Gil            | PSPV-PSOE      | 17/06/1995        | --           |
| 1999–2003                     | Ricardo Sales Barreda     | PP             | 03/07/1999        | --           |
| 2003–2007                     | Ricardo Sales Barreda     | PP             | 14/06/2003        | --           |
| 2007–2011                     | Ricardo Sales Barreda     | PP             | 16/06/2007        | --           |
| 2011–2015                     | Manuel Sales Pitarch      | PP             | 11/06/2011        | --           |
| 2015–2019                     | Manuel Sales Pitarch      | PP             | 13/06/2015        | --           |
| 2019-2023                     | Joan Carles Mateu Castell | PP             | 15/06/2019        | --           |
| Des de 2023                   | n/d                       | n/d            | 17/06/2023        | --           |
| Fonts: Generalitat Valenciana |                           |                |                   |              |

## Monuments

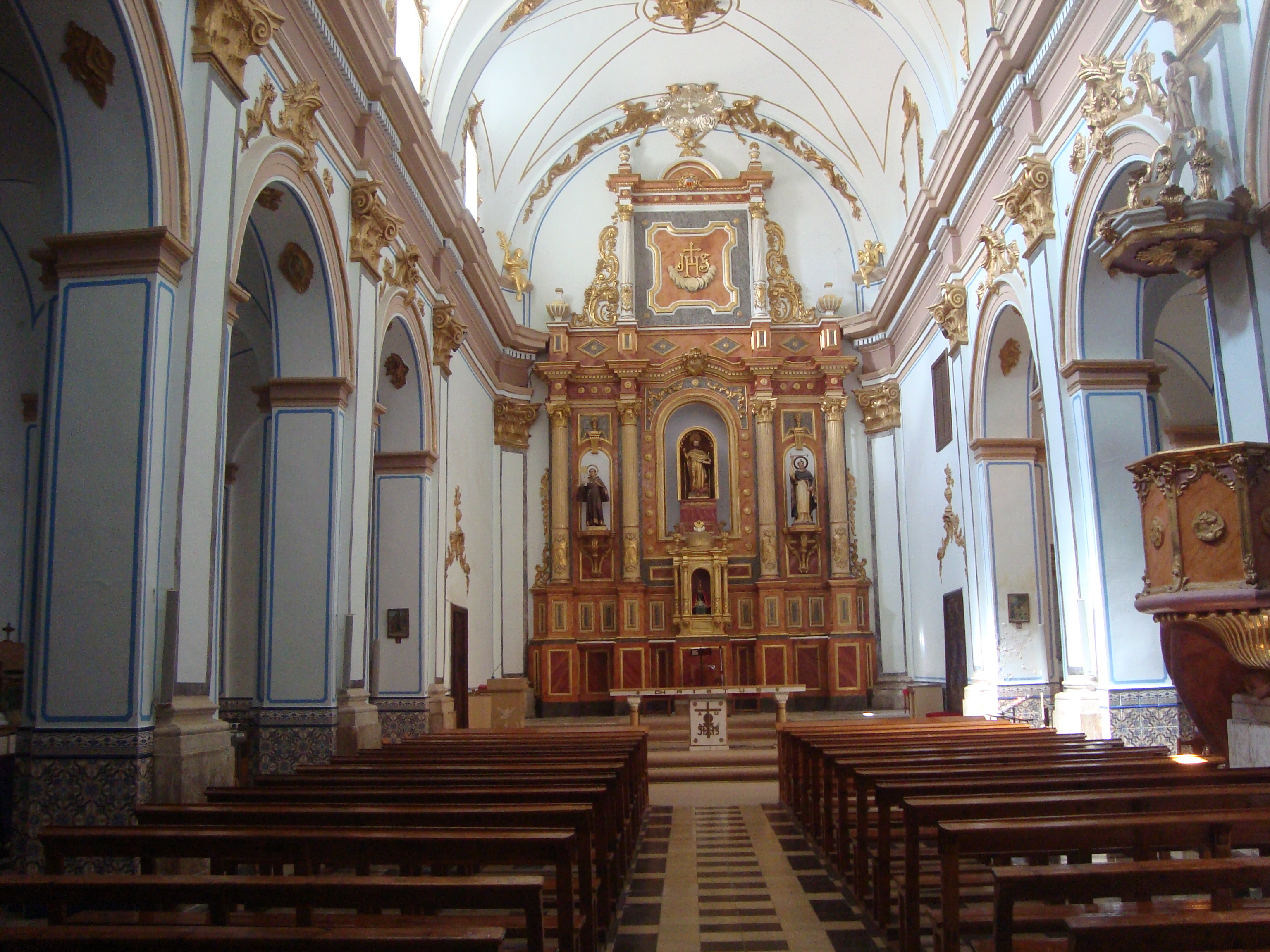
Església parroquial de Sant Bertomeu

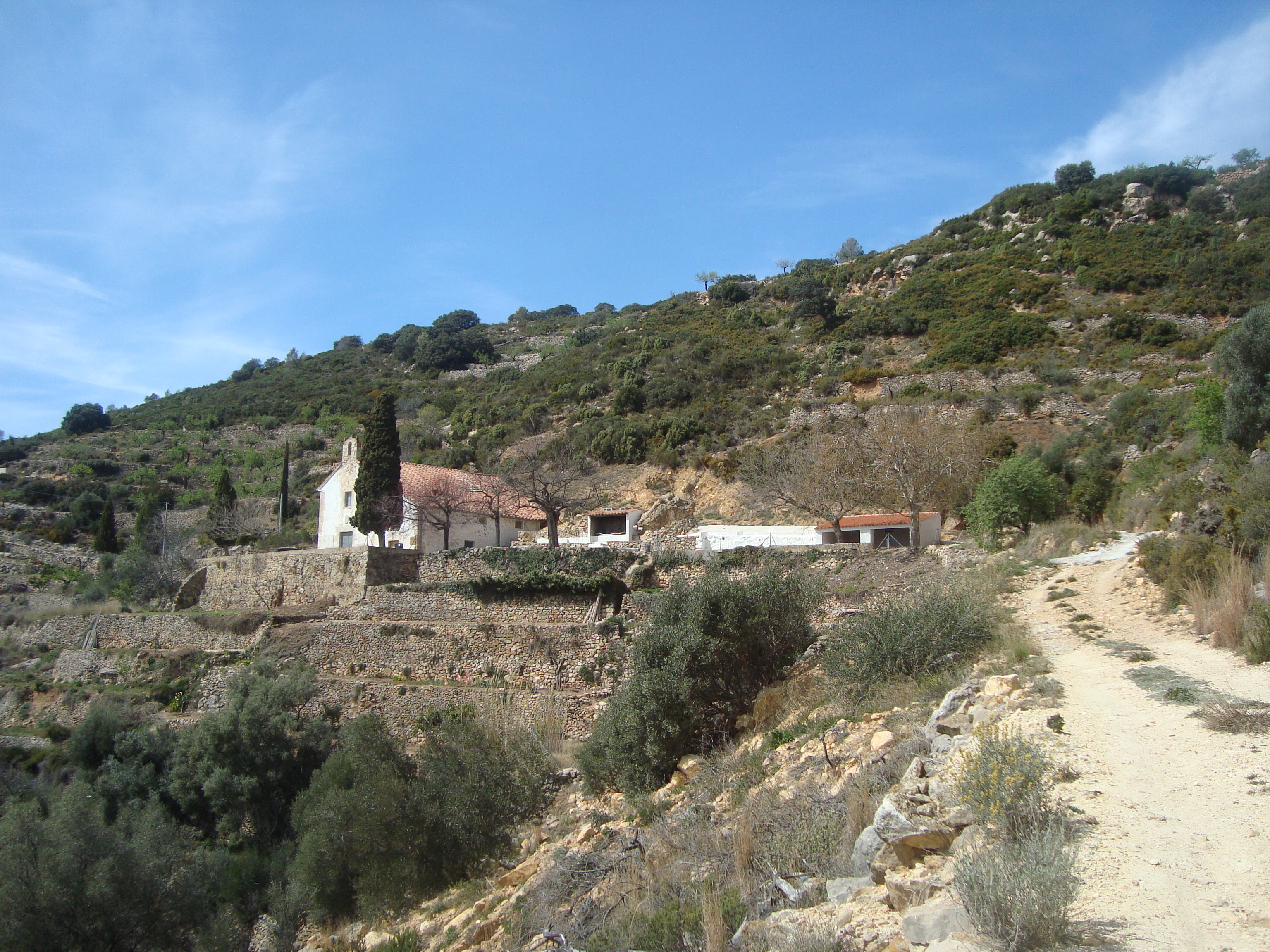
Ermita de Sant Miquel

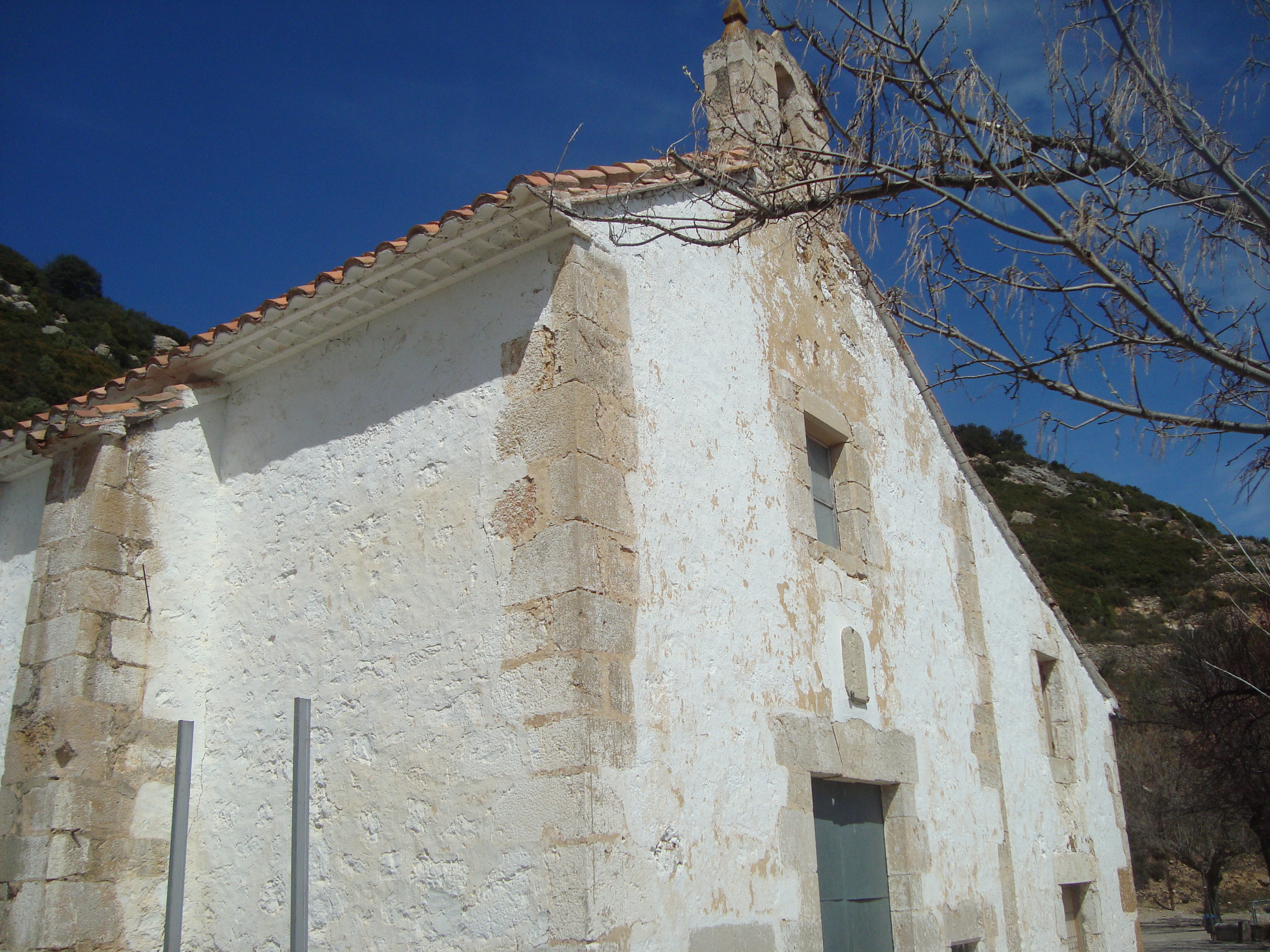
Ermita de Sant Miquel (la Serra d'en Galceran)

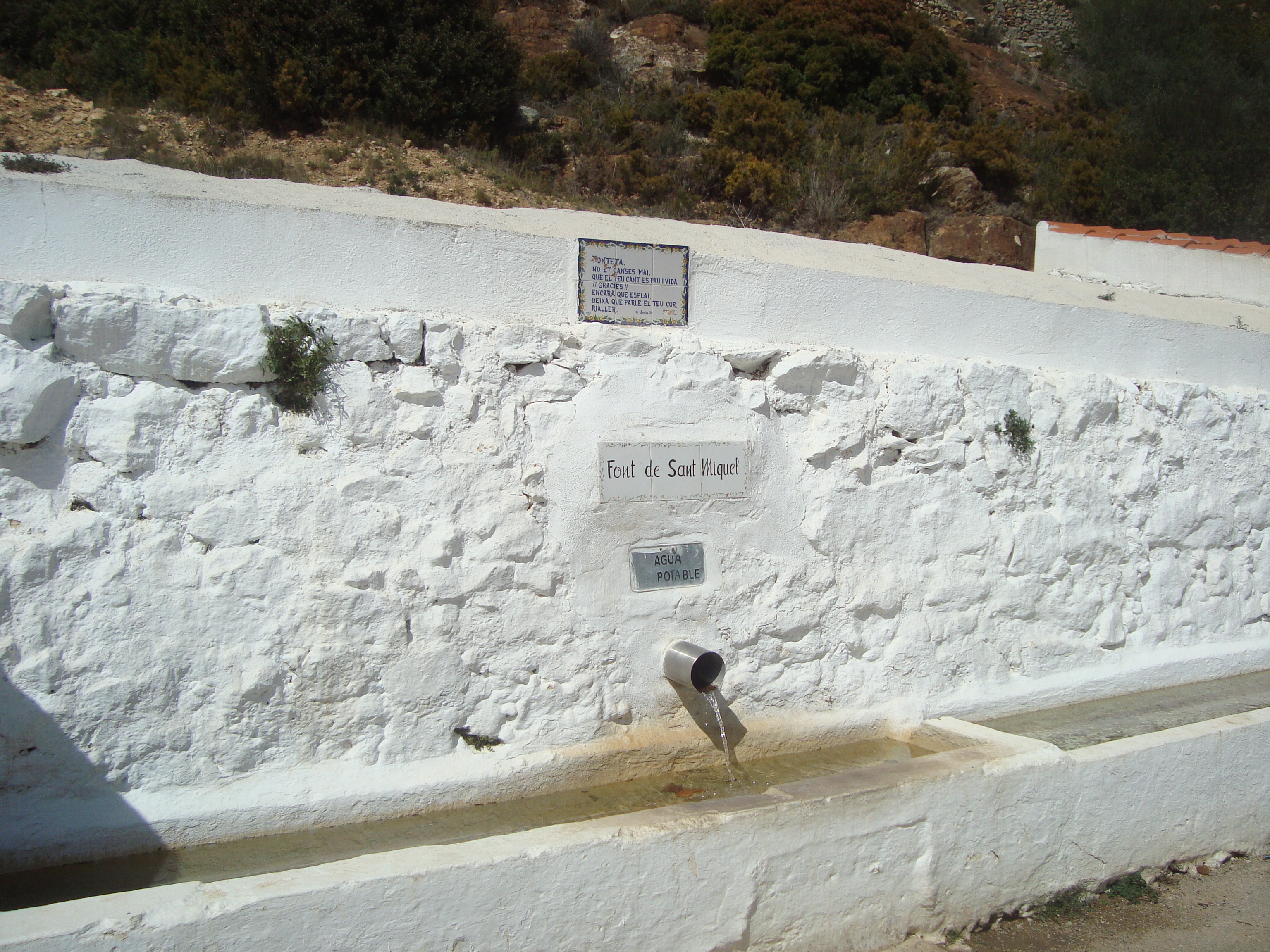
Font de Sant Miquel (la Serra d'En Galceran)

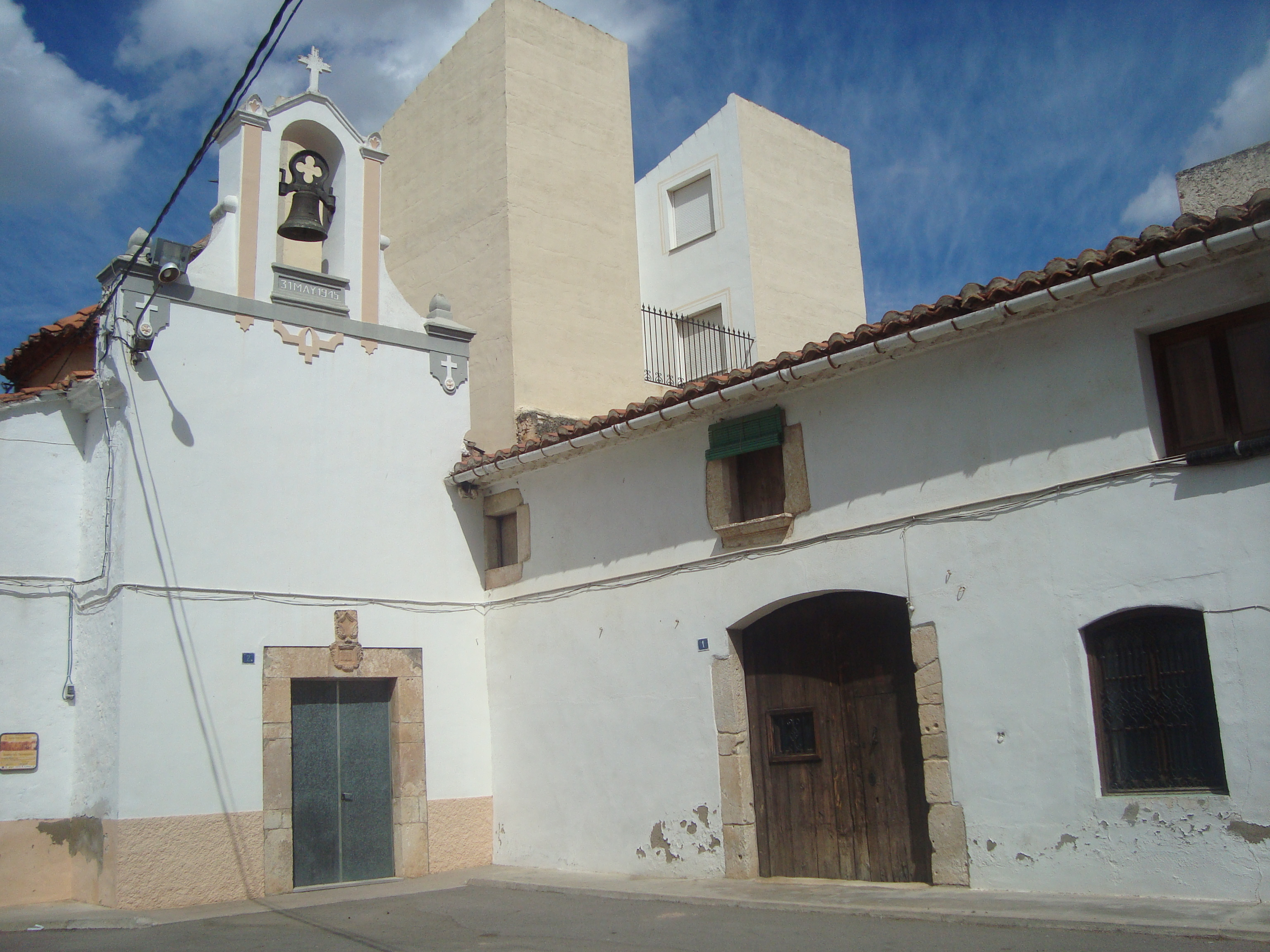
Ermita de la Mare de Déu dels Desemparats dels Ivarsos (la Serra d'en Galceran)

- Ermita de la Mare de Déu dels Desemparats dels Ivarsos (la Serra d'en Galceran)Ermita de Sant Miquel. Conserva mostres pictòriques de reconegut valor artístic.
- Església de Sant Bertomeu. Del segle xvi.

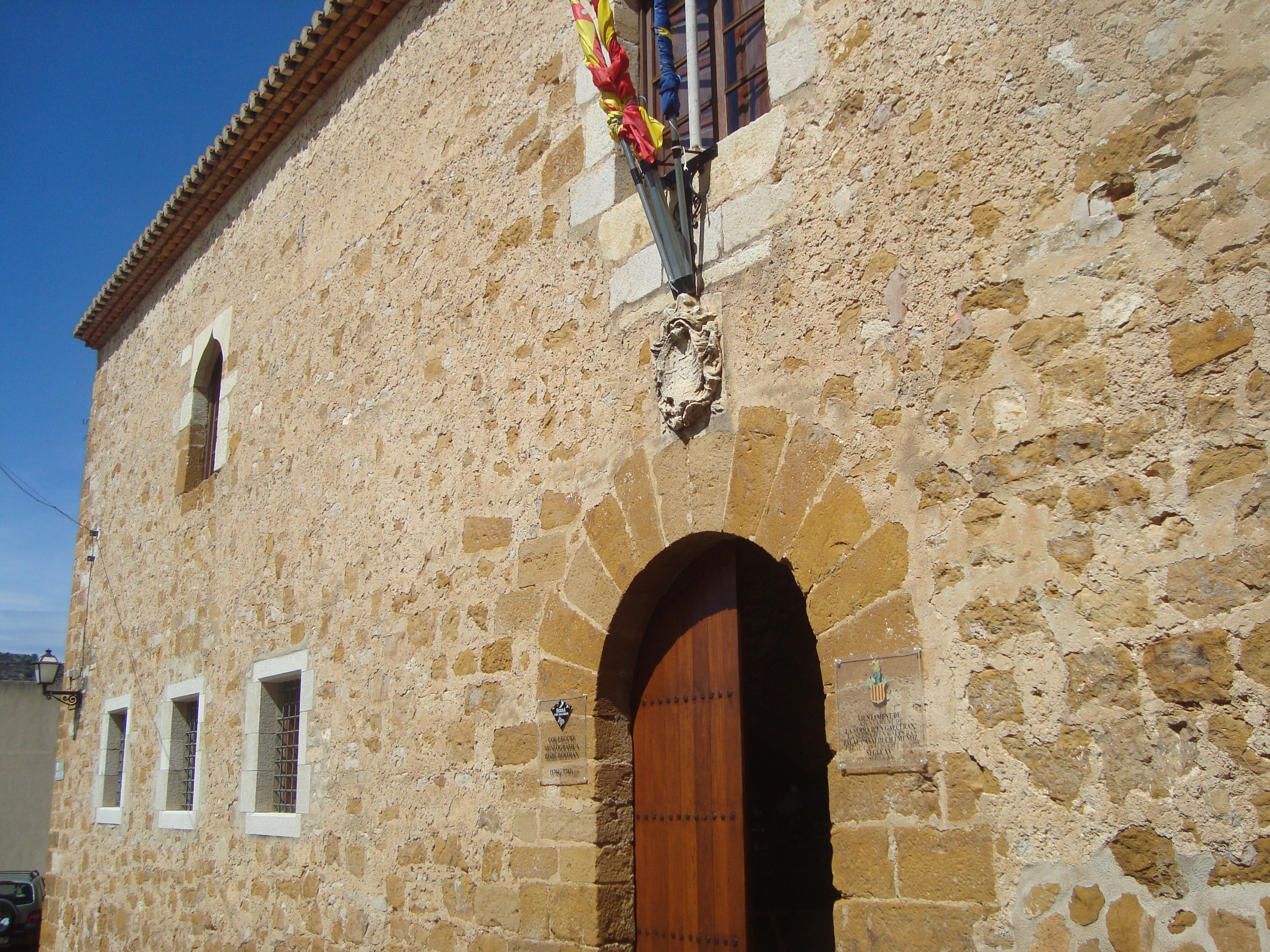
Palau Casalduch (la Serra d'en Galceran)

- El fort o castell palau Casalduch. L'edifici alberga una col·lecció dedicada al bisbe Felipe Beltrán, que va ser inquisidor general durant el regnat de Carles III. També l'Ajuntament.
- El Castellar. Antic poblat iber.

## Llocs d'interés
- El Roure. Magnífic exemplar de roure valencià (Quercus valentina) centenari, situat prop del poble, en la pineda de la Mola de la Vila.
- La cova Santa.

## Festes i celebracions
- Festes patronals. Se celebren de l'1 al 7 de maig en honor de la Santa Creu i de Sant Miquel. En l'ermita de Sant Miquel es repartix el típic rotllo fester.

- Sant Bertomeu. Se celebra el 24 d'agost. Bous, balls, actes culturals i esportius.
- Festes dels Ivarsos. Tenen lloc del 7 al 15 de maig al llogaret dels Ivarsos, en honor de la Verge dels Desemparats.
- Festes dels Rossildos. Se celebren l'últim diumenge de juny.

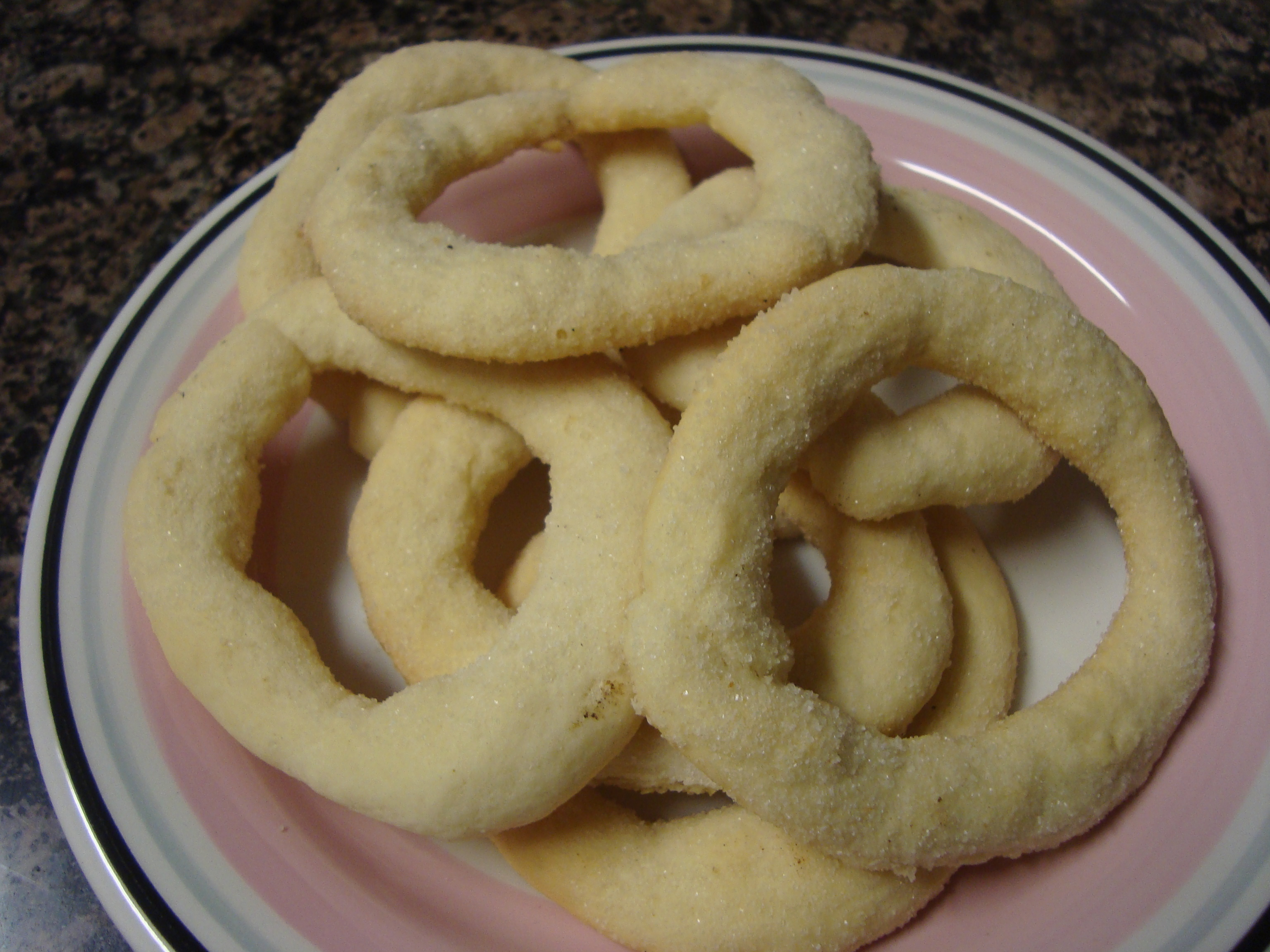
Rebosteria: rotllets d'anís

- Rebosteria: rotllets d'anísRotativament s'organitza les Jornades Culturals a la Plana de l'Arc.[7]

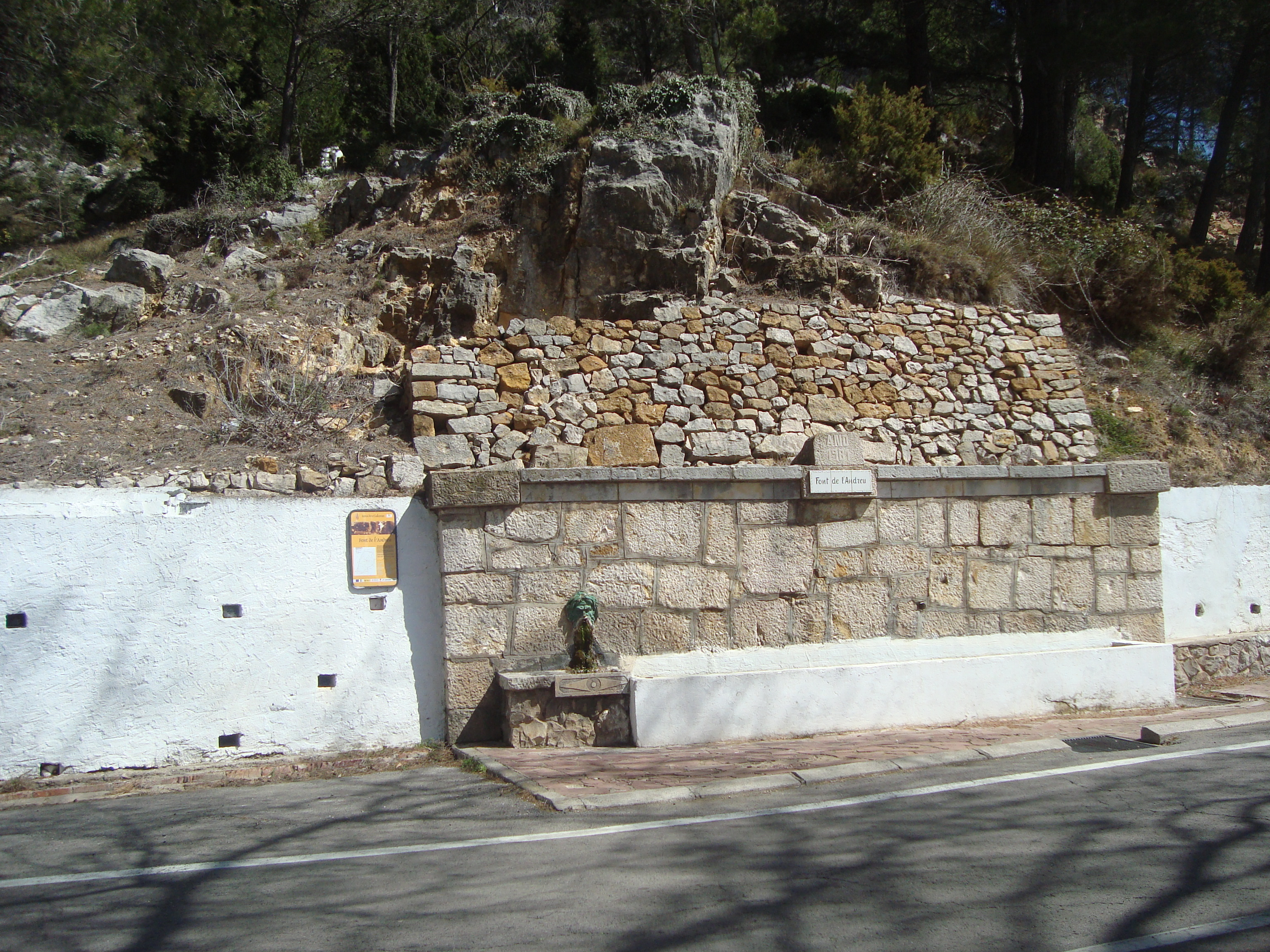
Font de l'Andreu (la Serra d'en Galceran)